# Maria Peregrina
Maria Peregrina, também conhecida como "Nega do Saco" ou "Maria do Saco" é uma das mais importantes personagens do folclore do Vale do Paraíba e que passou a ser considerada santa popular depois de sua morte.

## História
Viveu na primeira metade do século XX na região norte de São José dos Campos, estado brasileiro de São Paulo. Costumava andar pelas ruas de Santana e do Alto da Ponte com uma trouxa à cabeça e outra cheia de latas pendurada ao braço. Mendigava por comida nas casas mas não era de muita conversa: apenas aceitava a refeição em seus próprios vasilhames os quais eram lavados em uma bica próxima à árvore sob a qual vivia.
Em sua "demência", dizia-se "professora de 400 anos, com muitos filhos". Faleceu por volta das 17 horas do dia 9 de fevereiro de 1964 à rua Jaguari sob a cerca de arame que ficava entre a via e sua árvore: seu corpo ficou parte voltado para a rua e parte para a árvore. Diariamente seu túmulo ainda é visitado por dezenas de pessoas em busca de graças e milagres.
Seu jazigo se encontra, hoje, no cemitério que leva seu nome, na cidade de São José dos Campos.

## Adaptação para livros
Sua história é contada no livro "cadernos do folclore", sendo principalmente reescrita de forma que ressalte sua história.

## Adaptação para Teatro
A peça "Maria Peregrina" é a décima quarta montagem da Companhia Teatro da Cidade e estreou em maio de 2000, tornando-se um dos maiores sucessos da Companhia. Aspectos de sua vida foram retratados na peça do dramaturgo Luis Alberto de Abreu, sob direção de Claudio Mendel.
A partir de pesquisas e das histórias dos moradores locais, o dramaturgo optou por trabalhar com o imaginário em torno dos factos e episódios levantados, transformando o texto em três histórias distintas que narram o universo da personagem.

## Pesquisa científica
Em 2011, foi publicada uma pesquisa científica intitulada "DIMENSÕES E ESTRATÉGIAS DA MITOLOGIA URBANA: UMA INTERPRETAÇÃO HISTÓRICA DA DEVOÇÃO À MARIA PEREGRINA EM SÃO JOSÉ DOS CAMPOS (1930-1970)" (Univap, 2011). Este é um dos poucos estudos científicos sobre o tema.